# Пейсли, Иан
Иан Ричард Кайл Пе́йсли, барон Баннсайд, иногда Йен, Ян или Иэн Пейсли либо Пэйсли (англ. Ian Richard Kyle Paisley, Baron Bannside; 6 апреля 1926, Арма — 12 сентября 2014, Белфаст) — североирландский протестантский священнослужитель и лоялистский политик, лидер ольстерского юнионистского движения. Активный участник Ольстерского конфликта, в том числе силовых акций лоялистов. Вдохновитель и организатор лоялистских военизированных структур. Основатель Демократической юнионистской партии и Свободной пресвитерианской церкви Ольстера (en). Протестантский фундаменталист, идеолог антикатолицизма. Выступал за жёсткое подавление ирландского республиканского движения, против каких-либо соглашений между Великобританией и Ирландией. Являлся главным идеологом и политическим организатором лоялистского движения. В 2000-е годы значительно смягчил прежние позиции и сыграл видную роль в североирландском политическом урегулировании. Первый министр Северной Ирландии в 2007—2008 годах.

## Протестантский фундаменталист
Родился в семье баптистского пастора. Вскоре после рождения сына семья Пэйсли переехала из Армы в Баллимену. Джеймс Кайл Пэйсли — отец Иана Пэйсли — принадлежал к общине Независимых баптистов, отличающейся крайним протестантским консерватизмом и христианским фундаментализмом. В молодости Пэйсли-старший был членом Ольстерского добровольческого корпуса, соратником основателя юнионистского движения Эдварда Карсона.
Изабелла Пэйсли — мать Иана Пэйсли — была глубоко верующей шотландкой-евангелисткой, отличалась вспыльчивым и решительным характером. Её строгая религиозность оказала сильное влияние на Иана Пэйсли. Он был твёрдо воспитан в духе протестантского фундаментализма и ольстерского лоялизма.
Ещё в подростковом возрасте Иан Пэйсли решил, по примеру отца, стать протестантским священнослужителем. Первую свою проповедь он произнёс в 16-летнем возрасте. Изучал богословие в Барри и в Белфасте. В 1946 году был рукоположён в пресвитерианские священники. В 1954 году получил степень доктора богословия.
В 1951 году произошёл имущественный конфликт Пэйсли с руководством местной пресвитерианской церкви (церковное руководство приняло решение передать используемые Пэйсли церковные помещения для организации танцев). В результате 25-летний Иан Пэйсли основал в городке Кроссгар собственную конгрегацию — Свободную пресвитерианскую церковь Ольстера. Иан Пэйсли ежегодно переизбирался главой церкви в течение 57 лет.
Свободная пресвитерианская церковь Ольстера принадлежит к евангелическим конгрегациям протестантизма. Для неё характерен христианский фундаментализм, буквальное толкование Библии, крайний религиозный консерватизм и агрессивный антикатолицизм. Кроме того, Пэйсли проповедовал здоровый образ жизни (в частности, категорический отказ от употребления алкоголя) и пуританские манеры (например, отказ от танцев как внебрачного соприкосновения полов).
Многие высказывания Пэйсли о католиках были проникнуты религиозной ненавистью и носили откровенно оскорбительный характер. Пэйсли публично обличал как «антихриста» Папу Иоанна XXIII и Папу Иоанна Павла II.
Численность прихожан Свободной пресвитерианской церкви Ольстера никогда не превышала 15 тысяч человек, что составляет менее 1 % населения Северной Ирландии. Однако уже в 1950-х годах церковь имела до 60 приходов в Ольстере и около 40 в других странах мира (в том числе азиатских и африканских). Влияние церкви непропорционально превышало её численность, во многом благодаря религиозно-политическому авторитету основателя.

## Вдохновитель и организатор боевиков
Политическую деятельность Иан Пэйсли начал в 1949 году в качестве конфессионального активиста. Он вступил в антикатолическую организацию Национальный союз протестантов. На выборах 1950 года поддерживал Ольстерскую юнионистскую партию (UUP), отстаивавшую пребывание Северной Ирландии в Соединённом Королевстве. В 1956 году Пэйсли участвовал в создание военизированной организации Ольстерское протестантское действие (UPA), организовавшей в протестантских кварталах Белфаста патрульную службу против боевиков ИРА. Занимался формированием территориальных и производственных подразделений UPA. В июне 1959 Пэйсли фактически возглавил погром ирландских жилищ и магазинов.
В 1960-е годы Пэйсли был одним из руководителей протестантско-лоялистских силовых акций против ирландских католиков-республиканцев. С 1966 он редактировал газету Protestant Telegraph. Организовывал лоялистские контрдемонстрации против ирландских митингов за равноправие католиков. Выступал также против премьер-министра Северной Ирландии Теренса О’Нила, которого обвинял в уступках ирландцам и недостаточно твёрдой юнионистской позиции. За жёсткость и бескомпромиссность в политике Пэйсли получил прозвище Dr No — Доктор Нет.
Весной 1966 года Иан Пэйсли инициировал создание нескольких радикально-лоялистских организаций — Комитета защиты Конституции Ольстера, Ольстерских протестантских добровольцев и Ольстерских добровольческих сил (UVF) Гасти Спенса. При этом он проявил очевидные лидерские качества, харизму, ораторские и организаторские способности. Политическим девизом Пэйсли стал слоган No surrender! — Не сдаваться!

Успеху Пэйсли способствовали огромный рост и бычий голос, без особого напряжения и помощи микрофона заполнявший площади. Обильно уснащая свои речи злыми, а подчас и не совсем печатными выпадами против папы римского, меча громы и молнии в «приспешников папы на высоких постах», Пэйсли постепенно приобретал популярность и сторонников среди рабочих, мелких фермеров и торговцев.

Политические взгляды Иана Пэйсли не сводились к лоялизму, юнионизму и оранжизму. Идеология Пэйсли в целом имела праворадикальный характер. Важное место в ней занимал, в частности, непримиримый антикоммунизм. Деятельность Пэйсли была замечена в СССР и подвергалась резкой критике. В марте 1976 сатирический журнал Крокодил на целой полосе разместил карикатуру на Пэйсли с четверостишием «Ультра-пастор» («Фанатик, сам себе икона — всю нечисть тянет за собой…»). Советская пропаганда обвиняла Пэйсли в «расправах над трудящимися-католиками».
В середине 1960-х Пэйсли неоднократно участвовал в уличных беспорядках и столкновениях протестантов-лоялистов с католиками-республиканцами, за что привлекался к судебной ответственности. В то же время он не признавал своей причастности к терактам и убийствам, совершаемым боевиками UVF.
Беспорядки, теракты и уличное насилие в Ольстере достигли апогея в августе 1969 года. Пэйсли занимал жёсткую позицию, целиком возлагая на ирландских католиков ответственность за разрушения и кровопролитие. Массовое возмущение вызвало утверждение Пэйсли, будто дома католиков «горят потому, что в них хранятся бензиновые бомбы», а католические церкви «сожжены потому, что священники раздают прихожанам автоматы».
В Северную Ирландию были введены подразделения британской армии. Ольстерский конфликт вышел на новый этап, равно как и политическая деятельность Иана Пэйсли.

## Партийный политик

### Основатель DUP
В апреле 1970 года Иан Пэйсли был избран в парламент Северной Ирландии от Протестантской юнионистской партии (PUP). Спустя три месяца Пэйсли был избран в Палату общин британского парламента. Постоянным предвыборным лозунгом Иана Пэйсли стал призыв Голосуйте за мужа моей жены.
В 1971 году Иан Пэйсли и Десмонд Бойл учредили Демократическую юнионистскую партию (DUP). Иан Пэйсли стал первым лидером DUP, быстро превратившуюся в крупнейшую организацию радикальных лоялистов. Основными политическими союзниками DUP являлись Авангардная прогрессивная юнионистская партия (VPUP) Уильяма Крейга и Ассоциация обороны Ольстера (UDA) Чарльза Хардинга Смита и Томми Херрона. Партия занимала самую жёсткую позицию в отношении ирландского республиканско-католического движения (хотя формально дистанцировалась от прямого насилия). DUP также находилась в оппозиции Юнионистской партии Северной Ирландии (UPNI) и североирландскому правительству Брайана Фолкнера.
В 1970-е Пэйсли активно выступал против распространения действия закона о декриминализации гомосексуальных отношений (en) на Северную Ирландию, а также начал кампанию «Спасите Ольстер от содомии» (en).
9 декабря 1973 года премьер-министр Великобритании Эдвард Хит и премьер-министр Ирландии Лиам Косгрейв подписали Саннигдейлское соглашение о создании Совета Ирландии — межгосударственного ирландско-ольстерского консультативного органа. Речь шла о разделении власти между протестантами-юнионистами и ирландскими католиками. Радикальные ольстерские лоялисты, в том числе Иан Пэйсли, выступили категорически против. Была поставлена задача сорвать ратификацию соглашения.

### В политических забастовках
Для борьбы против Саннигдейлского соглашения в январе 1974 года DUP Иана Пэйсли, Ольстерская юнионистская партия (UUP) Гарри Уэста и VPUP учредили Объединённый ольстерский юнионистский совет (UUUC), к которому примкнули другие лоялистские группировки, в том числе UDA Энди Тайри. Иан Пэйсли активно поддержал создание Совета рабочих Ольстера (UWC) под руководством Гарри Мюррея и Сэмми Смита. Он являлся одним из лидеров забастовки UWC в мае 1974. За две майских недели в Ольстере и Ирландии в результате терактов и столкновений погибли более 40 человек. Результатом забастовки стал срыв Саннигдейлского соглашения.
В 1977 году на базе UUUC был сформирован Совет действия объединённых юнионистов (UUAC) с военизированным крылом Служба ольстерского корпуса (USC). 3 мая 1977 UUAC объявил новую всеобщую забастовку, которая получила название Paisley’s strike — Забастовка Пэйсли. Сам Иан Пэйсли, к тому времени депутат парламента, принимал участие в патрулях USC и задерживался правоохранительными органами. Произошло несколько вооружённых столкновений боевиков USC с ирландскими активистами и британскими силами безопасности. Три человека погибли, более сорока получили ранения.
Однако на этот раз не удалось сформулировать чётких конкретных требований и получить массовую поддержку. Полиция и британские войска пресекали силовые акции USC. В целом рабочие-протестанты «повернулись спиной» к забастовке, и она потерпела неудачу. Однако Пэйсли объявил забастовку успешной — на том основании, что иначе он «ушёл бы из политики».

### Европейский парламентарий
Иан Пэйсли был принципиальным евроскептиком, противником участия Великобритании в ЕЭС. Евроинтеграцию он считал «католическим заговором». Однако в 1979 году он баллотировался и был избран в Европейский парламент, дабы получить трибуну для изложения своих взглядов.
Депутатский стиль Пэйсли отличался резкостью и эпатажем. На церемонии открытия он требовал особого внимания к британскому Юнион Джеку, пытался прервать выступление ирландского премьер-министра Джона Линча. В декабре 1986 Пэйсли был удалён с заседания за попытки прервать выступление премьер-министра Великобритании Маргарет Тэтчер. В октябре 1988 Пэйсли прерывал выступление Папы Римского Иоанна Павла II оскорбительными выпадами, называл понтифика «антихристом» и держал плакат с такой надписью. Между депутатами возникла потасовка, отпор Пэйсли дал Отто фон Габсбург.
В 1999 году депутат Пэйсли утверждал, будто кресло N 666 в зале заседаний Европарламента «забронировано для антихриста».
При всём том Иан Пэйсли пользовался популярностью среди избирателей и получал высокий процент голосов на выборах, пока не прекратил членство в Европарламенте в 2004 году.

## Против соглашения с Ирландией

### Лидер «Третьей силы»
В 1980-е Иан Пэйсли возглавлял лоялистское движение против уступок ирландским республиканцам и подписания англо-ирландского соглашения (en). В ночь на 6 февраля 1981 года — во время переговоров британо-ирландских переговоров Маргарет Тэтчер с Чарльзом Хоги — Пэйсли объявил о создании протестантско-лоялистского милиционного ополчения Третья сила. Было проведено несколько митингов с агрессивной риторикой, произошло столкновение с полицией. К концу года, по словам Пэйсли, в «Третьей силе» состояли 15—20 тысяч человек.
«Третья сила» Иана Пэйсли настаивала на подавлении ирландского республиканского движения в Ольстере.

Мои люди собрались, чтобы уничтожить чудовище ИРА. И если их не призовут, то для нас не останется иного решения, как уничтожить ИРА самим! — Иан Пэйсли

23 ноября 1981 Был организован «День действия» — военизированные манифестации с требованием к британскому правительству занять более жёсткую позицию. В сочетании с реальными террористическими атаками ИРА это движение грозило в очередной раз предельно обострить обстановку в Северной Ирландии. Правительство Тэтчер предупредило, что не потерпит существования частных армий. Пэйсли ответил резкой критикой Тэтчер и угрозами самостоятельно подавить ИРА, но — понимая серьёзность предупреждения — воздержался от крупных силовых акций.

### «Мы говорим: никогда!»
15 ноября 1985 года Маргарет Тэтчер и премьер-министр Ирландии Гаррет Фицджеральд подписали Англо-ирландское соглашение об урегулировании Ольстерского конфликта. Была учреждена Межправительственная конференция, гарантировавшая консультативное участие ирландских властей в североирландском политическом процессе. Сокращались полномочия британских силовых структур в Северной Ирландии. При этом подтверждался статус Северной Ирландии в составе Великобритании.
Договорённости имели скорее символическое, чем практическое значение и вызвали резкие протесты радикалов с обеих сторон — ирландских республиканцев и ольстерских лоялистов. 23 ноября 1985 Иан Пэйсли выступил на 100-тысячном митинге в Белфасте.

Откуда атакуют террористы? Из Ирландской Республики! Где они скрываются? В Ирландской Республике! И госпожа Тэтчер заявляет нам, что республика должна иметь свой голос в нашей провинции. Мы говорим: никогда! Никогда! Никогда! Никогда!

Иан Пэйсли

23 июня 1986 года Иан Пэйсли с группой сторонников заняли здание североирландского парламента. Произошло столкновение с полицией. Пэйсли говорил о надвигающейся гражданской войне и при задержании угрожал полицейским местью боевиков. DUP организовала ряд акций, маршей и митингов против Англо-ирландского соглашения.
10 ноября 1986 Иан Пэйсли и его ближайшие партийные соратники Питер Робинсон и Айвэн Форстер провозгласили создание новой военизированной организации Ольстерское сопротивление (UR). Целью UR был объявлен срыв Англо-ирландского соглашения — «демократическим либо иным путём». Во взаимодействии с UVF и UDA новая организация приступила к закупкам оружия и тренировкам боевиков. В 1987 году британские правоохранительные органы раскрыли систему контрабандных операций UR и противозаконных связей организации с поставщиками оружия из ЮАР.
На протяжении ряда лет Иан Пэйсли активно участвовал в конфликтах, связанных с парадами оранжистов в Портадауне. Ежегодное демонстративное прохождение протестантов-лоялистов через католические кварталы провоцировало столкновения. С середины 1980-х в этой ситуации сфокусировался североирландский конфликт.
В июне 1995 года на этой почве произошли серьёзные беспорядки. Оранжисты оказали сопротивление не только жителям-ирландцам, но также полиции и армейским частям. Иан Пэйсли объявил происходящее «вопросом жизни и смерти», «битвой свободы против рабства» и возглавил уличную атаку лоялистов на полицейский заслон. Власти вынуждены были разрешить оранжистский парад, несмотря на возмущение католиков.

## После политической реформы

### Отвержение договорённостей
10 апреля 1998 года премьер-министры Великобритании и Ирландии Тони Блэр и Берти Ахерн подписали в Белфасте Соглашение страстной пятницы. В соответствии с ним избиралась новая Ассамблея Северной Ирландии, создавался правительственный Исполнительный совет из представителей протестантской и католической общин и межправительственный Совет Британских островов, объявлялась амнистия, разоружались военизированные организации, реформировалась ольстерская полиция. В Ольстере и Ирландии состоялись референдумы, на которых соглашение получило поддержку большинства избирателей. 2 декабря 1998 избранная в июне Ассамблея Северной Ирландии приняла законодательные функции.
Первоначально Иан Пэйсли категорически отверг Соглашение страстной пятницы. Прежде всего его не устраивало участие в политическом процессе партии Шинн Фейн, которая считалась политическим крылом Временной ИРА. Несмотря на приверженность британской короне, Пэйсли позволил себе нападки на королеву Елизавету II, назвав её «попугаем Блэра».

### Эволюция позиции
Однако партия Иана Пэйсли приняла участие в выборах в Ассамблею, получив около 18 % голосов и 20 мандатов из 108. Был избран и сам Пэйсли (оставаясь при этом депутатом британского и Европейского парламентов), возглавивший депутатскую комиссию по сельскому хозяйству. Представители DUP вошли и в Исполнительный совет.
По мере продвижения политической реформы в Северной Ирландии Иан Пэйсли постепенно смягчал свою прежнюю непримиримую позицию. 30 сентября 2004 года состоялась ещё недавно непредставимая встреча Пэйсли с ирландским премьером Ахерном. В заявлении DUP по её итогам говорилось о «совместной работе в интересах народа Северной Ирландии». При этом Пэйсли вновь подчеркнул недопустимость террора со стороны ИРА, но отметил позитивные изменения на этом направлении. Комментаторы отметили специфический юмор Пэйсли, заказавшего на завтрак яйца. На вопрос Ахерна, почему он предпочёл это блюдо, Пэйсли ответил: «Потому что яйца вы не сможете отравить».

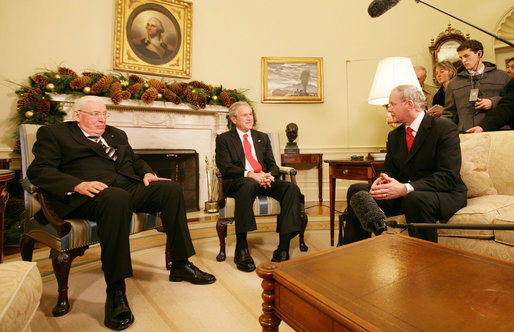
Встреча с Джорджем Бушем-младшим. Иан Пэйсли — первый слева

В 2005 году Пэйсли выразил понимание скорби католиков в связи с кончиной Иоанна Павла II.

### Глава правительства Северной Ирландии
На выборах в Ассамблею 2007 года DUP Иана Пэйсли вышла на первое место, получив более 30 % голосов. 26 марта 2007 года состоялись переговоры прежних непримиримых врагов — DUP и Шинн Фейн. Иан Пэйсли сидел за одним столом с ирландским республиканским лидером Джерри Адамсом, которого в своё время называл «кровавым монстром». Была достигнута историческая договорённость о создании правительственной коалиции.
8 мая 2007 было сформировано новое правительство Северной Ирландии. Пост первого министра занял Иан Пэйсли. Его заместителем стал представитель Шинн Фейн Мартин Макгиннесс.

Все мы стремимся построить Северную Ирландию, в которой вместе будем жить в мире и равенстве перед законом. Пришло время, когда ненависть больше не будет править. В политике, как и в жизни, никто и никогда не может иметь ста процентов желаемого. Но теперь мы в состоянии добиться прогресса. Я слышу вздох облегчения всех наших людей, которые хотят, чтобы враждебность сменилась добрососедством.

Иан Пэйсли, 8 мая 2007 года

В декабре 2007 года Пэйсли и Макгиннесс нанесли визит в США. 7 декабря они встретились с президентом Джорджем Бушем.
Премьерство Иана Пэйсли продлилось немногим более года и носило в основном символический характер. В 2008 году он объявил об уходе из большой политики. Однако сам факт его примирительных выступлений во главе североирландского правительства подчёркивал успех политического урегулирования многолетнего кровопролитного конфликта.

## Завершение деятельности
5 мая 2008 на посту первого министра Иана Пэйсли сменил Питер Робинсон. Ранее, в январе, Пэйсли оставил руководство Свободной пресвитерианской церковью Ольстера. В 2010 году Пэйсли не баллотировался в Палату общин, прекратив 40-летнюю депутатскую деятельность. 18 июня 2010 Иан Пэйсли получил пожизненное пэрство и титул барона Баннсайда. 5 июля он стал членом Палаты лордов.
Свою последнюю проповедь в качестве протестантского священника Иан Пэйсли произнёс 18 декабря 2011 года. Спустя несколько недель, 27 января 2012 он официально прекратил 65-летнее священнослужение. На церемонии проводов присутствовали 3 тысячи человек.
Последние годы Иан Пэйсли прожил частной жизнью в кругу семьи.

## Кончина
Иан Пэйсли скончался от сердечной недостаточности в возрасте 88 лет.

Политики всего Соединённого Королевства вспоминают одного из самых противоречивых фигурантов в истории Северной Ирландии, чтобы воздать должное человеку, который в конечном итоге превратился из огнедышащего демагога в умудрённого государственного деятеля.

С выражениями скорби и соболезнований выступили, в числе других, Тони Блэр, Джерри Адамс, Дэвид Кэмерон, Энда Кенни.
Частные похороны Иана Пэйсли прошли 15 сентября 2014 года в Баллиговане. Торжественно-траурное мероприятие с участием 800 приглашённых состоялось в Белфасте 19 октября.

## Семья
Иан Пэйсли был женат, имел двух сыновей и трёх дочерей.
Эйлин Пэйсли, урождённая Касселлс — жена Иана Пэйсли с 1956 года — была политической соратницей мужа, состояла в PUP и DUP, являлась депутатом городского совета Белфаста и Ассамблеи Северной Ирландии. В 2006 году она получила пэрство, титул баронессы и стала членом Палаты лордов.
Ронда Пэйсли — старшая дочь Иана Пэйсли — известная художница, искусствовед и журналист. Активная политическая сторонница отца, состояла в DUP, была депутатом городского совета Белфаста.
Иан Пэйсли-младший — младший сын Иана Пэйсли — политический наследник отца, активный деятель DUP, лоялит и юнионист. Депутат Ассамблеи Северной Ирландии. В 2010 году избран в Палату общин британского парламента на место Пэйсли-старшего.
Кайл Пэйсли — сын Иана Пэйсли, брат-близнец Иана Пэйсли-младшего — священник Свободной пресвитерианской церкви Ольстера. Шэрон Пэйсли и Черит Пэйсли — младшие дочери Иана Пэйсли — подобно сестре Ронде, известны как активистки DUP и прихожанки церкви, основанной их отцом.